# Пистолькорс, Марианна Эриковна фон
Марианна (Мария-Анна) Эриковна фон Пистолькорс (в первом браке — Дурново, во втором — фон Дерфельден, в третьем — графиня фон Зарнекау, в четвёртом — Палтова; 11(23) ноября 1890 — 14 мая 1976, Нью-Йорк) — аристократка, светская львица, позднее актриса. Предполагаемая участница убийства Григория Распутина.

## Биография

### Происхождение
Младшая дочь генерал-майора Эрика-Гергарда Августовича фон Пистолькорса (1853—1935) и Ольги Валериановны, урождённой Карнович (1865—1929). В семье росли старшие брат Александр и сестра Ольга.

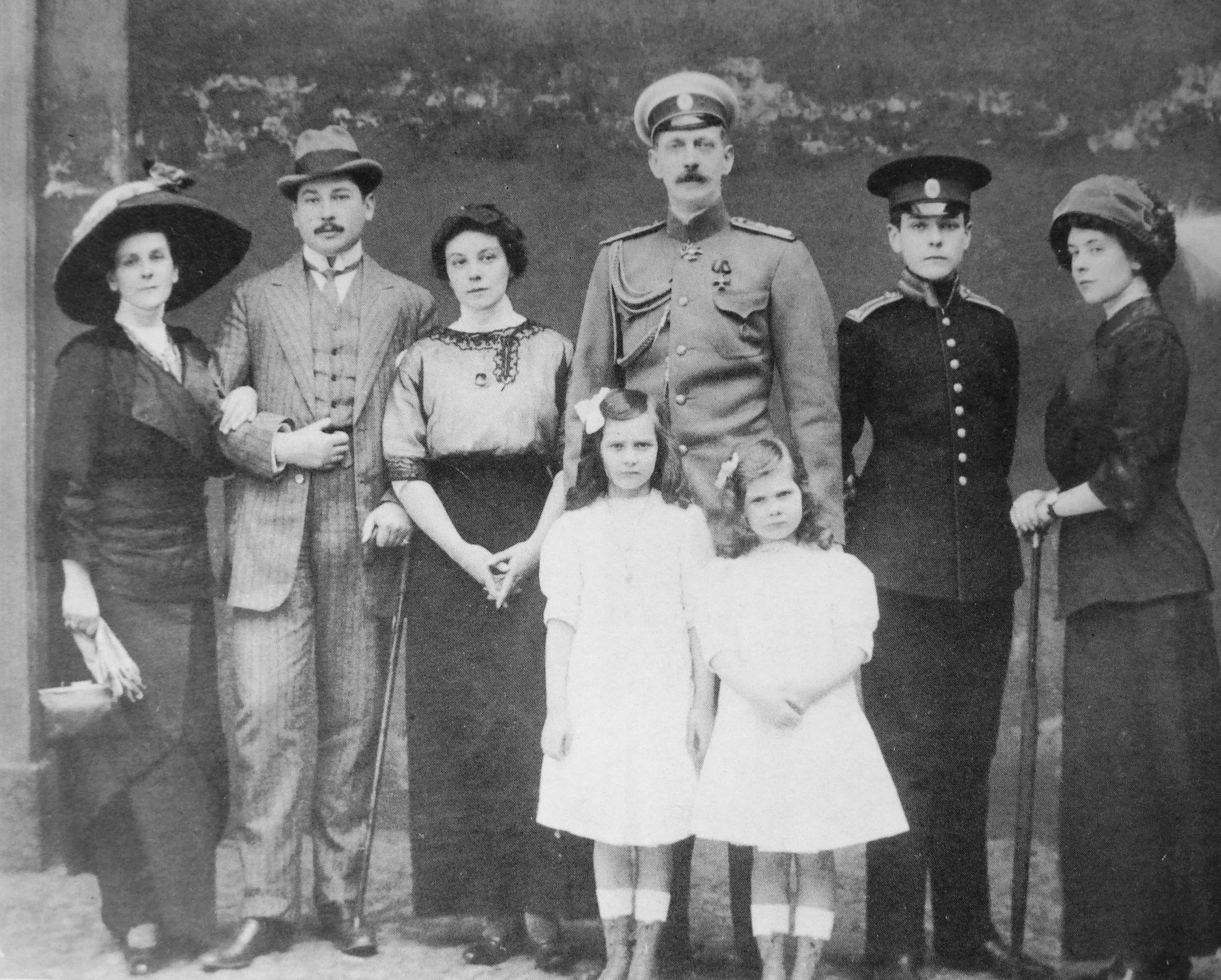
Слева направо: княгиня Ольга Палей, её сын Александр Пистолькорс и её дочь Ольга Пистолькорс (старшие дети от первого брака), великий князь Павел Александрович, их сын Владимир Палей, её дочь Марианна Пистолькорс, перед Александром Павловичем их младшие дети Ирина Палей и Наталья Палей. Примерно 1911 год.

Брак родителей распался, когда её мать увлеклась овдовевшим великим князем Павлом Александровичем, младшим братом императора Александра III. В результате этого романа родился внебрачный сын Владимир (1896—1918). Развод состоялся 12 августа 1902 года, а уже 10 октября этого же года Ольга Валерьяновна тайно обвенчалась в Ливорно с великим князем. После громкого скандала в императорской семье супруги уже не могли вернуться в Россию, так как император Николай II уволил дядю со всех постов, его собственность в Российской империи была конфискована. Они были вынуждены поселиться во дворце Булонь-сюр-Сен под Парижем. В 1908 году Николай II разрешил всей семье вернуться в Россию, а в 1915 году пожаловал графине Гогенфельзен и трём её детям (Владимиру, Ирине (1903—1990) и Наталье (1905—1981)) княжеский титул и фамилию Палей. Дома и при дворе Марианна имела прозвище «Бабака».
Благодаря второму замужеству матери, девушка породнилась с императорской семьей, особенно близко она сошлась с сыном Павла Александровича, великим князем Дмитрием. Его сестра, великая княгиня Мария Павловна, отмечала в своих мемуарах, что Марианна была «очень дружна с Дмитрием».

### Светская жизнь

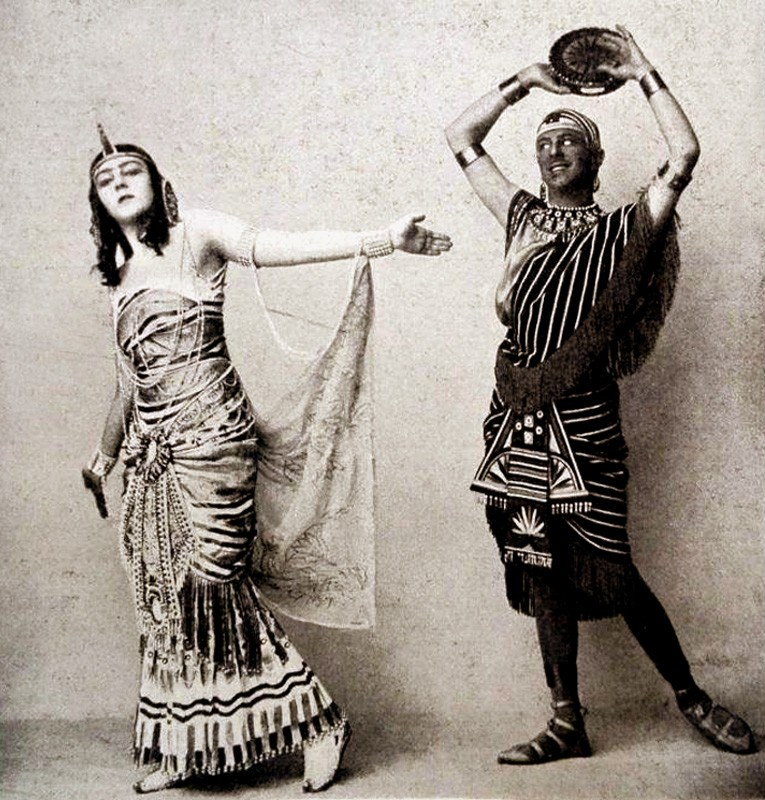
М. Э. Дерфельден и В. П. Лазарев

Несмотря на ранний брак и рождение ребёнка, Марианна продолжала блистать в высшем свете. Её имя неоднократно упоминалось на страницах журнала о «красивой жизни» «Столица и усадьба», который издавался с декабря 1913 года в Петербурге. «Молодая, веселая, элегантная, красивая, в прекрасных туалетах, с золотым браслетом на красивой ноге», она была прекрасной танцовщицей. Так, на масленицу, в конце января 1914 года графиня Мария Эдуардовна Клейнмихель «устроила у себя костюмированный вечер, который стал происшествием в петербургском большом свете». Было разослано свыше 300 приглашений, но желающих было намного больше. Костюмы для праздника в стиле «Тысячи и одной ночи» разрабатывал Леон Бакст. Марианна Эриковна исполнила египетский танец вместе с лейтенантом флота Владимиром Петровичем Лазаревым (1886—1962) и была неотразима в своём костюме. В журнале были опубликованы две фотографии, одна из них была сопровождалась подписью: «М. Э. Дерфельден и В. П. Лазарев участвовали в качестве исполнителей египетского танца на маскарадном балу у графини М. Э. Клейнмихель. Танец этот имел выдающийся успех».
С началом Первой мировой войны Марианна Дерфельден стала сестрой милосердия Свято-Троицкой обители и с санитарным поездом № 2 отправилась на фронт, оказывая помощь раненым. За свою деятельность 5 января 1916 года была награждена Георгиевской медалью.

### Убийство Распутина
Вернувшись к светской жизни, Марианна Эриковна оказалась втянутой в борьбу великих князей с императрицей Александрой Фёдоровной и возрастающим влиянием старца Григория. Ближайшая подруга царицы Анна Вырубова вспоминала: 
Кроме кутежей общество развлекалось новым и весьма интересным занятием, распусканием всевозможных сплетней на Императрицу. Типичный случай мне рассказывала моя сестра. К ней утром влетела ея belle soeur, г-жа Дерфельден, со словами: "Сегодня мы  распускаем слухи на заводах, как Императрица спаивает Государя, и все этому верят". Разсказываю об этом типичном случае, так как дама эта была весьма близка к великокняжескому кругу, который сверг Их Величества с престола, и неожиданно их самих. Говорили, что она присутствовала на ужине в доме Юсуповых в ночь убийства Распутина.

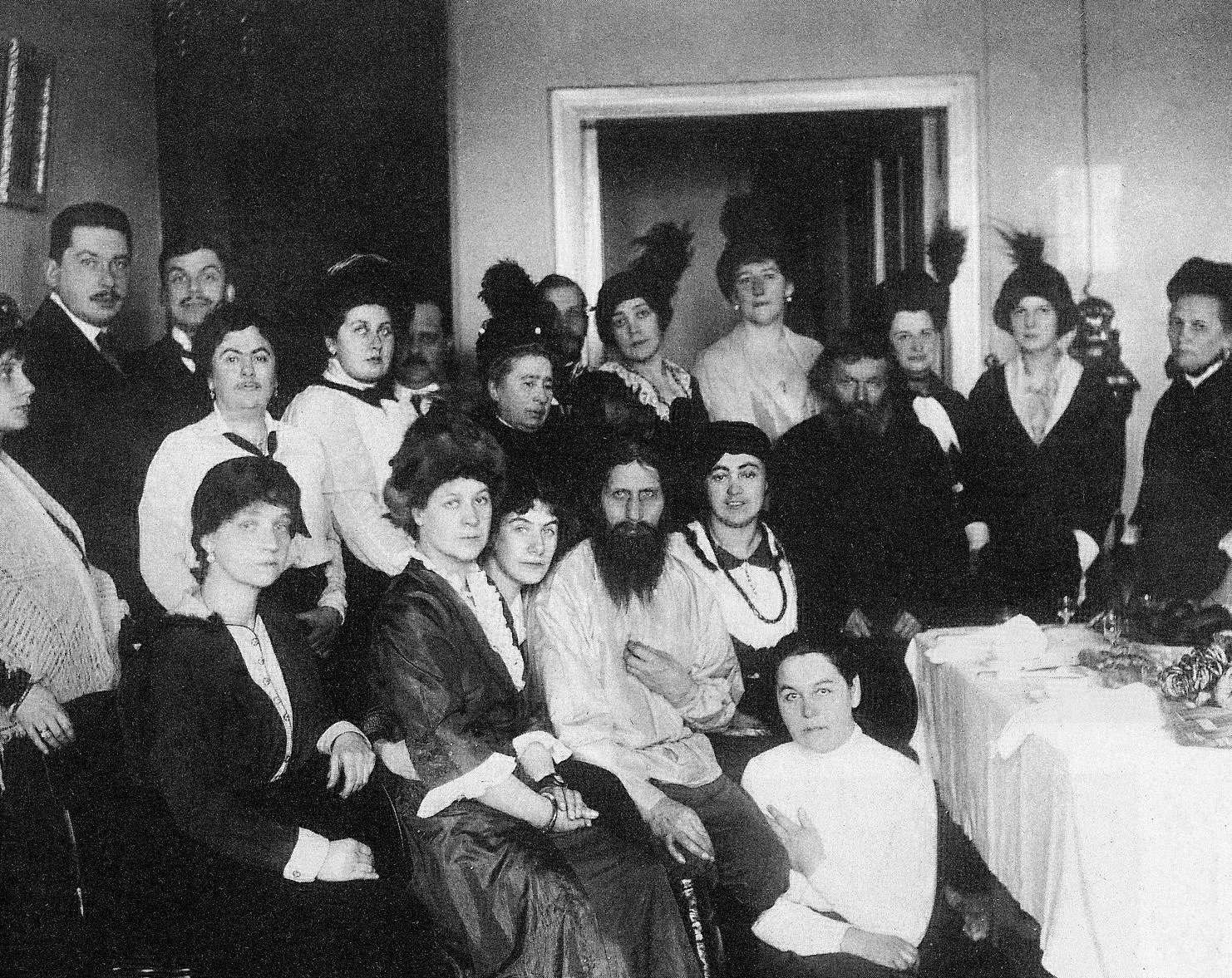
Распутин и его поклонники (Санкт-Петербург, 1914 год). В верхнем ряду (слева направо): А. А. Пистолькорс (в профиль), А. Э. Пистолькорс.

Сестра Вырубовой, Александра Танеева, вышла замуж за Александра фон Пистолькорса, старшего брата Марианны Эриковны. Супруги Пистолькорс и Вырубова «были искренними и фанатичными сторонниками Распутина». В свете ходило множество слухов, обвинявших старца в связях со своими последовательницами. Некоторые утверждали, что именно Распутин был настоящим отцом ребёнка Александры Александровны. По мнению Э. Радзинского, Марианна «… ненавидела мужика за то, что безвольный Александр был ему рабски предан; за позор его жены, о связи которой с Распутиным в обществе ходили самые стыдные слухи….» Впрочем, подобные слухи ходили и о самой Марианне. Генерал-майор Отдельного корпуса жандармов Александр Иванович Спиридович писал: «Лет шесть тому назад она была замужем первым браком за гвардейским гусаром Дурново. Она вела знакомство с Распутиным. Однажды Дурново, явившись внезапно на небольшое собрание почитателей Старца, застал момент, когда Старец обнимал его жену. Сильным ударом гусар сбил Старца с ног, увел жену, а Распутин, лежа, кричал: „я тебе припомню“.» Вскоре брак распался.
Позднее Марианна оказалась в числе ярых противников Распутина. С новой силой слухи вспыхнули в связи с возможным участием Дерфельден в убийстве старца. По одной версии, на её квартире собирались заговорщики; по другой, Марианна Эриковна и балерина Вера Каралли непосредственно присутствовали на вечеринке в доме Юсуповых. Но официально имена дам нигде не упоминались, лишь Феликс Юсупов в одном из писем к своей жене Ирине сообщал: «Маланья тоже участвует…».

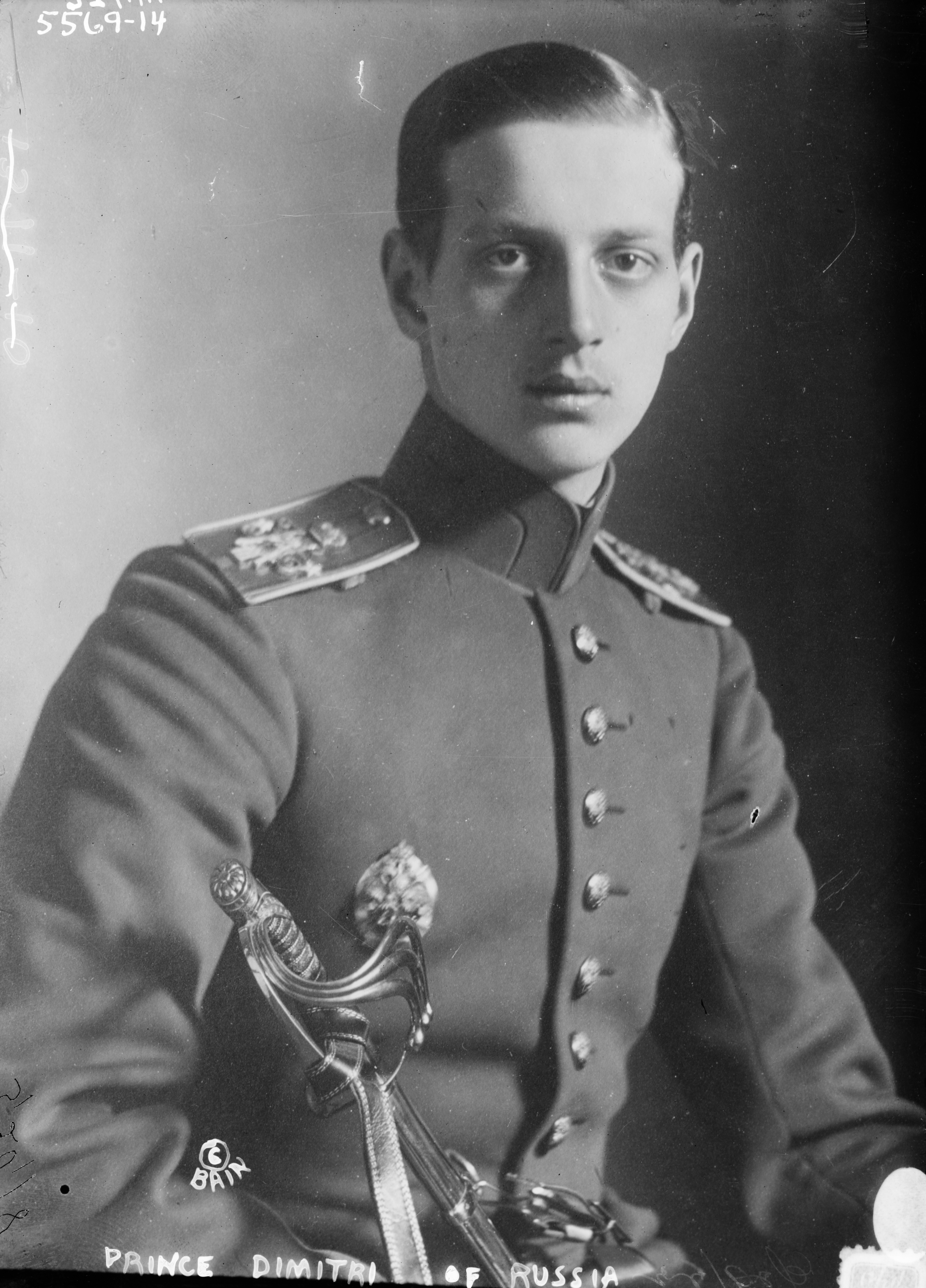
Великий князь
Дмитрий Павлович

Узнав о домашнем аресте сводного брата, Марианна Эриковна совершила демонстративный поступок: приехала к нему во дворец, чтобы проститься перед отправкой великого князя Дмитрия Павловича на иранский фронт под командование генерала Баратова. Приказ об аресте самой мадам Дерфельден был отдан лично царицей Александрой Фёдоровной, что было расценено императорской семьёй и обществом как «вопиющий произвол». 25 декабря 1916 года великий князь Андрей Владимирович отметил в своём дневнике: «Вчера ночью была арестована домашним арестом Марианна Дерфельден. У неё произвели обыск и отобрали все бумаги. По какому поводу это было сделано, до сих пор не известно. Телефон у неё на квартире снят. Общее негодование растет каждый день. Тяжёлое переживаем время». Обыск по приказанию начальника военного округа генерала Хабалова и министра внутренних дел Протопопова на квартире в доме N8 на Театральной площади состоялся ночью и продолжался полтора часа, присутствовали «жандармский генерал Попов, два офицера жандарма, 4 городовых и 4 понятых». 
Обыскали всё. Забрали все её письма, которые исключительно интимного свойства, и как коршуны набросились на несколько писем с инициалами Д. П. Взявши все письма, они лазили всюду, до перчаток, носовых платков и вуалей включительно; причем делали это, видимо, очень умелыми руками: скоро, аккуратно, и водворили в вещах больше порядка, чем было раньше.
Марианне Эриковне запретили покидать дом и разговаривать по телефону, «оставили двух мушаров в квартире и двух у швейцара». Записывали всех, кто звонил по телефону и посещал её. Несмотря на разность взглядов, Александр Пистолькорс через Вырубову обратился к императрице с просьбой о прощении сестры. Хлопотали за неё и другие важные лица. Вскоре домашний арест был снят, 26 декабря Дерфельден посетила министра Протопопова, где отрицала своё участие в убийстве:
К сожалению, я не участвовала, и глубоко об этом сожалею. Я только не понимаю, отчего из убийства этого мужика делают такое grand cas. Ведь если бы я убила моего старшего дворника, на это бы никто не обратил даже внимания.
Этот кратковременный арест сделал из Дерфельден настоящую героиню. По воспоминаниям княгини Палей, дочь в знак протеста посетили около 60 человек, среди которых были представители императорской семьи, члены Думы и Государственного Совета, высокопоставленные чиновники, «…приходили выразить чувства дамы, которых она едва знала. Подходили один за другим и целовали ей руку офицеры в отпуску». Однако так считали не все. Например, её родная тётка, Любовь Валериановна Головина, отказалась посетить рождественскую ёлку в доме сестры, «так как не желает переступить порог дома отца убийцы! От Марианны она и на улице отворачивается».
Даже после освобождения из-под ареста наблюдение за домом и его хозяйкой продолжалось агентами Департамента полиции.

### Революция
Февральские события лишили Марианну привилегий и средств, но при этом дали больше свободы и возможность реализовать свою мечту — стать актрисой. Она поступила в драматическую школу. В октябре 1917 года Дерфельден в третий раз вышла замуж, за графа Н. К. Зарнекау. Позднее, в интервью 1939 года, она вспоминала:
Я была слишком молода. Не знала, о чем вся эта революция. Мы покинули наши дворцы и жили в тесных комнатах. Были рады, что нам сохранили жизнь… Я вышла замуж за графа Зарнекау, и мы были страшно бедны. Все наше состояние было захвачено, у нас ничего не осталось.
Но вскоре ситуация кардинально изменилась: начались аресты и расстрелы. По воспоминаниям матери, несколько раз Марианна предупреждала родных о готовящемся аресте, получив сведения от увлечённого ею комиссара. «Была она шустра, … тактично и легко познакомилась с Кузьминым. Тот влюбился в неё без памяти. И освободил нас ради неё», — писала Ольга Палей. 9 августа 1918 года датский посланник Х. Скавениус через Марианну предлагал план спасения великого князя: Павел Александрович, переодетый в австро-венгерскую форму, должен был скрыться в австро-венгерском посольстве, но последний отказался переодеваться в форму враждебного Российской империи государства. Несмотря на все прилагаемые усилия, спасти родных ей всё же не удалось.
Единоутробный брат, князь Владимир Павлович Палей, в марте 1918 года был выслан из Петрограда в Вятку, а спустя месяц переведён в Екатеринбург. В ночь на 18 июля 1918 года он вместе с другими родственниками Романовыми был убит в 18 км от города Алапаевска, их тела были сброшены в одну из шахт рудника.
В ссылку по распоряжению главы Петроградской ЧК М. С. Урицкого должен был отправиться и «дядя Паля», отчим Марианны Эриковны. Но благодаря ходатайству жены из-за слабого здоровья Павел Александрович остался в Петрограде. Княгиня Палей и её дочь безуспешно стремились облегчить его участь. Марианна часто бывала на квартире 5/16 по Кронверкскому, 23 у Максима Горького, которую многочисленные просители называли «Центржалоба». В конце января 1919 года Павел Александрович был переведён в Петропавловскую крепость, где и был расстрелян.
После гибели сына и мужа Ольга Валериановна с младшими дочерьми нелегально эмигрировала в Финляндию при содействии П. П. Дурново, первого мужа Марианны. Покинули страну отец и брат Александр с семьёй.

### Театр и кино
Оставшись в большевистской России, Марианна Эриковна берет себе сценический псевдоним — Мария Павлова, в честь убитого отчима, и становится своим человеком в Большом драматическом театре. Театр был организован при участии Максима Горького, Марии Андреевой и Александра Блока, ставших хорошими знакомыми Марианны. «Актерское дарование её не отличалось яркостью, но была в игре её какая-то прелесть в некоторых ролях, особенно в сочетании с безупречными манерами», — вспоминал актёр Геннадий Мичурин.
Её третий брак очень скоро распался, и с 1918 года Марианна состояла в фактическом браке с актёром и режиссёром Андреем Николаевичем Лаврентьевым, который был в январе 1919 года назначен главным режиссёром БДТ. С 1919 по 1921 годы и Марианна входила в труппу БДТ.
Во время гастролей гражданские супруги решили не возвращаться в Россию и остались в Риге, где жил отец Марианны, а рядом находился фамильный замок Пистолькорсов, Бирини. С 1921 года актёры стали служить в Театре русской драмы в Риге. В репертуаре Марианны в это время были: главная роль в «Консуэло», Лиза в «Живом трупе», роли в спектаклях «Обрыв», «Неизвестная», «Псиша», «Стакан воды», «Веер леди Уиндемеер», других спектаклях, режиссёром которых был её гражданский муж.
В Мисдрое собралось несколько русских семей. Актёр Андрей Лаврентьев, так называемый „Лавруша“, которого несколько лет спустя можно было видеть на сцене Большого драматического театра в Ленинграде, на Фонтанке. Его жена, молодая, элегантная, острая на язык Марианна Зарнекау, происходила из каких-то придворных кругов Царского Села
Когда через пару лет они захотели вернуться, то Лаврентьев получил разрешение, а Павлова — нет. Связь с бывшей родственницей Романовых никак не сказалась на его дальнейшей биографии. «Он влюбился в Павлову — она же Марианна Зарнекау — Пистолькорс — Гогенфельзен, и они … удрали за границу, потом он „раскаялся“, вернулся, разошелся с Марианной, женился и т. д.» Марианна Эриковна отправилась на гастроли в Париж, играла в театрах Рима и Лондона под псевдонимом Марианна Фьори.
В феврале 1930 года Марианна появилась на сцене театра «Матюрен» в пьесе Мориса Ростана «Человек, которого я убил», написанной специально для неё.
Продолжить свою артистическую карьеру Марианна Эриковна решила в Нью-Йорке, куда и перебралась в 1936 году. Марианна Фьори играла в театре Барбизон-Плаза, в Гудзонском театре. Заключив контракт с телекомпанией NBC, она принимала участие в популярных в то время радиопьесах.
По некоторым сведениям, в 1944 году в Калифорнии Марианна вместе с Робертом Тейлором снялась в фильме «Песнь о России» в роли «Нины», но в титрах её имя не указано.
Марианна Эриковна Пистолькорс скончалась 14 мая 1976 года в Нью-Йорке.

## Семья
В первом браке, с 1907 по 1911 годы, была замужем за корнетом лейб-гвардии Гродненского гусарского полка Петром Петровичем Дурново (1883—1945), сыном министра внутренних дел Петра Николаевича Дурново. В браке родился сын Кирилл (1 (13) ноября 1908 — 27 сентября 1975).
Во втором браке, с 1912 года, — за офицером лейб-гвардии Конного полка Христофором Ивановичем фон Дерфельденом (1888 — после 26.04.1931), сыном генерал-лейтенанта Ивана Платоновича фон Дерфельдена и Ольги Владимировны Алексеевой.
В третьем браке, с 17 (30) октября 1917 по 1930 годы, — за ротмистром лейб-гвардии Конного полка графом Николаем Константиновичем фон Зарнекау (Царнекау) (1886—1976), сыном принца Константина Ольденбургского от морганатического брака с Агриппиной Константиновной Джапаридзе.
С 1918 года состояла в связи с Андреем Николаевичем Лаврентьевым (1882—1935), российским актёром и театральным режиссёром.
В четвёртом браке, с 1961 года, — за Михаилом Александровичем Палтовым (1897—?), сыном камергера Александра Александровича Палтова, в прошлом ротмистр лейб-гвардии Конно-гренадерского полка.

## В искусстве
- Анненков Ю. П. «Портрет Марианны Зарнекау (урожденной фон Пистолькорс)». (Ранее — «Портрет неизвестной в зелёном на фоне Эйфелевой башни», 1924 год, Государственное музейное объединение Художественная культура Русского Севера).
- Лурье А. С. «Вальс, для фп., 1926 (вошёл как № 2 в „Четыре пьесы для фп.“, изд.1927) (посв. Марианне Зарнекау, 1-й жене Николая Константиновича Зарнекау») (Valse for piano (1926). Dedicated to à la Comtesse Marianna Zarnekau. Premiere Benedikt Koehlen, piano Lourié: Piano Pieces TELOS TLSI 134 2012, WDR Köln, Funkhaus (rec. 1992-93).
- Шуточное стихотворение В. П. Палея «Милая Марьяночка! Не видать Вам царства…»[24].
- С. Экштут выдвинул предположение, что внешность героини в повести А. Н. Толстого «Гадюка» списана с М. Э. Пистолькорс[2].

Ольга Вячеславовна действительно была живуча, как гадюка. После всех происшествий от нее, казалось, остались только глаза, но горели они бессонной страстью, нетерпеливой жадностью.